# Oospila stagonata
Oospila stagonata là một loài bướm đêm trong họ Geometridae.